# Australische Trichternetzspinnen
Die Australischen Trichternetzspinnen (Atracidae) bilden eine Familie innerhalb der Unterordnung der Vogelspinnenartigen (Mygalomorphae), die wiederum zur Ordnung der Webspinnen zählt. Die Familie ist entsprechend ihrem Trivialnamen ausschließlich in Australien verbreitet. Dort bewohnen ihre zumeist hygrophilen (feuchtigkeitsliebenden) Arten verschiedene Habitate (Lebensräume), vorzugsweise jedoch Wälder.
Australische Trichternetzspinnen sind nachtaktiv und überwiegend terrestrisch (bodenbewohnend), wobei einige Arten eine arboreale (baumbewohnende) Lebensweise pflegen. Sie leben in je nach Art unterschiedlichen Mikrohabitaten und legen als Rückzugsort entweder in den Erdboden gegrabene Wohnröhren an, die mit trichterförmigen Gespinsten ausgekleidet werden, oder Gespinste in passenden Hohlräumen in Bäumen. Neben der Verbreitung ist auch an diese Gespinste die deutschsprachige Trivialbezeichnung der Familie angelehnt. Die Spinnen nutzen das Gespinst zur Registrierung von Beutetieren, obgleich sie Beutetiere gelegentlich auch außerhalb des Unterschlupfs erbeuten. Insgesamt jagen Australische Trichternetzspinnen als Lauerjäger, ihr Beutespektrum umfasst dabei neben verschiedenen Wirbellosen in manchen Fällen auch kleinere Wirbeltiere. Geschlechtsreife Männchen verlassen ihren Unterschlupf und suchen die von Weibchen auf. Der beim Unterschlupf des Weibchens stattfindenden Paarung geht ein Balzverhalten voraus und die frisch geschlüpften Jungtiere verbleiben noch für kurze Zeit beim Muttertier, ehe sie sich von diesem trennen und wie bei Spinnen üblich über mehrere Fresshäute (Häutungsstadien) heranwachsen.
Zu den Australischen Trichternetzspinnen zählen auch für den Menschen potentiell gefährliche Spinnen. Ein gutes Beispiel ist die bekannteste Art der Familie und überdies die gefährlichste Spinne Australiens, die Sydney-Trichternetzspinne (Atrax robustus), deren Männchen über ein auch beim Menschen äußerst wirkungsvolles Gift verfügt, sodass Bisse dieser Art mitunter auch tödlich enden können. Die hohe Aggressivität und das häufigere Auftreten in urbanen Gebieten einiger Arten erhöhen die Wahrscheinlichkeit von Bissunfällen. Insbesondere während der Paarungszeit, in der die männlichen Individuen dieser Familie bei der Suche nach Weibchen nicht selten in Gebäude gelangen, ereignen sich Bissunfälle. Aufgrund der möglicherweise von ihnen für den Menschen ausgehenden Gefahr zählen zumindest einige Australische Trichternetzspinnen zu den Giftspinnen, obgleich die Gifte der verschiedenen Vertreter der Familie beim Menschen unterschiedlich wirken. Insbesondere da nicht die Gifte aller Arten erforscht und diese aufgrund ihrer Ähnlichkeit untereinander leicht zu verwechseln sind, sollten alle Spinnen dieser Familie mit äußerster Vorsicht behandelt und von ihnen ausgehende Bisse medizinisch untersucht und ggf. versorgt werden.

## Merkmale

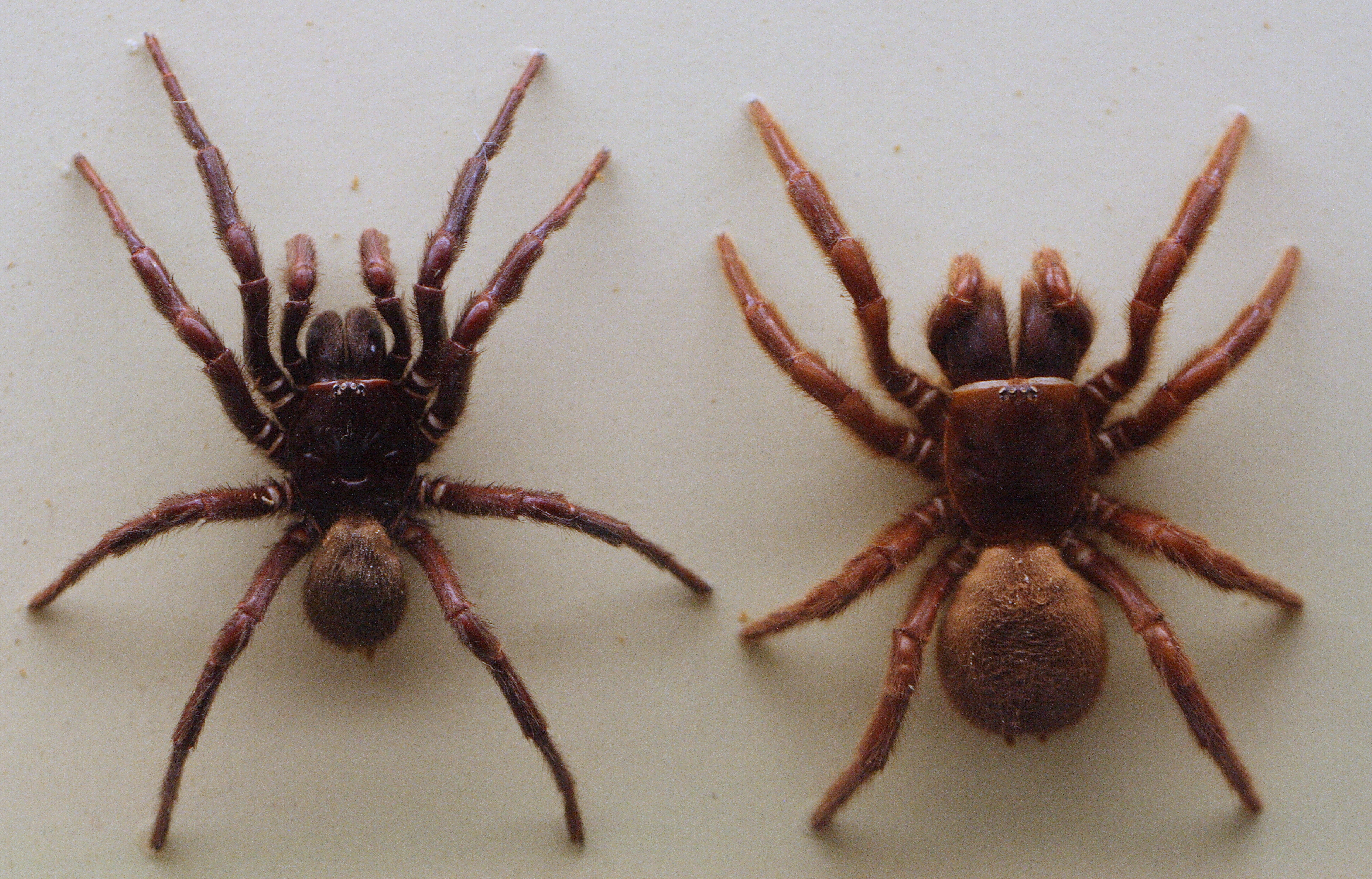
Männchen (links) und Weibchen von Hadronyche formidabilis, Museumsexemplare im Australian Museum

Australische Trichternetzspinnen sind mittel- bis große Spinnen und erreichen je nach Art und Geschlecht eine Körperlänge von gut 10 bis 50 Millimetern. Die größte Art der Familie ist Hadronyche formidabilis. Die Färbung dieser Spinnen variiert zwischen verschiedenen Schwarz- und Brauntönen.
Der Carapax (Rückenschild des Prosomas bzw. Vorderkörpers) erscheint dabei wie die Cheliceren (Kieferklauen) und die Beine dunkelbraun bis schwarz, gelegentlich in einem hellen Rotbraun. Er hat außerdem ein poliertes Erscheinungsbild. Der Carapax ist fast unbehaart und gestreift sowie mit einem medianen (mittleren) Band und marginal (am Rand) mit Borsten versehen. Er ist außerdem im kephalen (am Kopf gelegenen) Bereich gewölbt und generell schwach bis stark erhoben, während der thorakale (an der Brust gelegene) Bereich gefurcht ist. Die Fovea (an die Muskeln des Saugmagens ansetzende Einkerbung) ist als Querfurche ausgebildet und gerade bis stark prokurv (vorgebogen). Der Augenhöcker ist bei den Australischen Trichternetzspinnen niedrig oder gar nicht vorhanden. Die Rillen der Cheliceren sind jeweils mit pro- (vorne) und retromarginalen (innen randseitigen) Zahnreihen sowie kleineren Zähnen in einer oder mehreren zentralen unregelmäßigen Reihen von variabler Länge versehen. Die Basalglieder der Cheliceren haben insbesondere bei den Weibchen einen robusten Aufbau und je eine bandförmige sich distal (von der Körpermitte entfernt liegende) verbreiternde Formation kräftiger dunkler Setae (chitinisierter Haare) und Borsten sowie ein medial dorsofrontales (vorne seitlichen) Schwellgebilde. Interchelicerale Schwellgebilde sind bei den Australischen Trichternetzspinnen nicht vorhanden. Die Klauenglieder der Cheliceren haben jeweils ventrolaterale (unten seitliche) Längskiele.
Die Maxillae (umgewandelte Coxen bzw. Hüftglieder der Pedipalpen) sind länger als breit und anteromedial (vorne mittig) mit einem kräftigen konischen Lappen versehen. Für gewöhnlich verfügen sie über Serrulae (Putzkämme), lediglich bei der Artengruppe von Hadronyche adelaidensis fehlen sie. Die Zähne der Serrulae sind unterschiedlich gruppiert auf der apikodorsalen (oben an der Spitze gelegenen) Fläche des Lappens der Maxillae. Entlang der medioventralen (mittleren unteren) Oberfläche der Maxillae sind zahlreiche Höcker ausgebildet, die basal (an der Basis) dicht angelegt sind und zum Lappen hin kleiner werden. Das Labium (sklerotisierte bzw. verhärtete Platte zwischen den Maxillae und vor dem Sternum) ist vergleichsweise groß und mehr oder weniger rechteckig und vorne gerundet. Von der Beschaffenheit her ist es deutlich breiter als lang und in diesem Falle relativ kurz bis etwa genauso lang wie breit und dabei eher vergleichsweise lang. Das Labium verfügt über 50 bis 500 und damit zahlreiche bis eher wenige Höcker, wobei letzteres seltener der Fall ist. Diese Höcker gruppieren sich über der anteroventralen (vorne unteren) Hälfte bis zum zweiten Drittel des Labiums. Die labiosternalen (am Labium und am Sternum gelegenen) Sigillen (Einbuchtungen) haben im Regelfall eine breite Querfurche, die jedoch bei Hadronyche mascordi auf ein Paar kleiner seitlicher Sigillen reduziert ist. Das Sternum (Brustschild des Prosomas) ist eiförmig und breit bis mäßig schmal. Es hat sechs jeweils hintereinander paarweise angelegte submarginale (fast am Rand gelegene) bis zentrale Sigillen, von denen das anteriore Paar klein und kreisförmig und das hintere Paar groß und eiförmig beschaffen ist. Die Cuticula (Außenhaut des Exoskeletts bzw. Außenpanzers).
Die Beine sind mäßig bis schwach behaart und haben dorsal und lateral längs verlaufende, unbehaarte Streifen. Die Tarsen (Fußglieder) weisen ventral (unten) Stacheln auf, die normalerweise in zwei lateralen Reihen angegliedert sind und manchmal über isolierte mediane Stacheln, seltener über eine vollständige Reihe derartiger Stacheln verfügen. An den Tarsen befinden sich je drei Klauen, von denen die größeren jeweils mit einer sigmoidalen (ansatzweise kreisförmigen) Reihe von 7 bis 15 starken Zähnen und die kleineren mit wenigen schlanken bis kurzen Zähnen ausgestattet sind. Die Trichobothria (Tastsetae) sind fadenförmig und haben schwach kragenförmige Bothria (Cuticularstruktur, aus der die Trichobothria hervorragen), die an den Tarsen in einer Zick-Zack-Reihe, an den Metatarsen (Fersengliedern) in einer linearen Dorsalreihe und an den Tibien (Schienen) in einer Doppelreihe angeordnet sind. Das kuppelförmige Tarsalorgan (vermutlich der Wahrnehmung von Feuchtigkeit dienende Grube auf der Oberfläche der Tarsen) ist mit einigen schwachen konzentrischen Graten ausgestattet.
Das Opisthosoma (Hinterleib) ist mit einer dünnen Bedeckung dunkler Setae und Borsten versehen. Anterodorsal (vorne oben) befindet sich auf dem Opisthosoma ein Paar unpigmentierter, oft unterteilter Sigillen, die einen schwach pigmentierten Cuticulafleck in der Mitte des Dorsums vom Opisthosoma flankieren. Australische Trichternetzspinnen verfügen über vier Spinnwarzen. Von diesen sind die posterior (hinten) medianen durch die Breite des Basalsegments voneinander getrennt und die posterior lateralen mit einem langen oder kurzen fingerförmigen Endsegment ausgestattet. Spinndrüsen sind an allen Segmenten ausgeprägt und deren Schäfte weisen eine schuppenförmige Musterung auf. Die Färbung des Opisthosomas fällt braun bis schwarz aus, oft ist ein kastanienbrauner Farbstich vorhanden. Posterior der Sigillen befinden sich 3 bis 5 Paare mehr oder weniger deutlicher, schmaler Winkelfleckenzeichnungen, die aus kleinen, unpigmentierten und an Sigillen erinnernde Flecken bestehen.

### Sexualdimorphismus

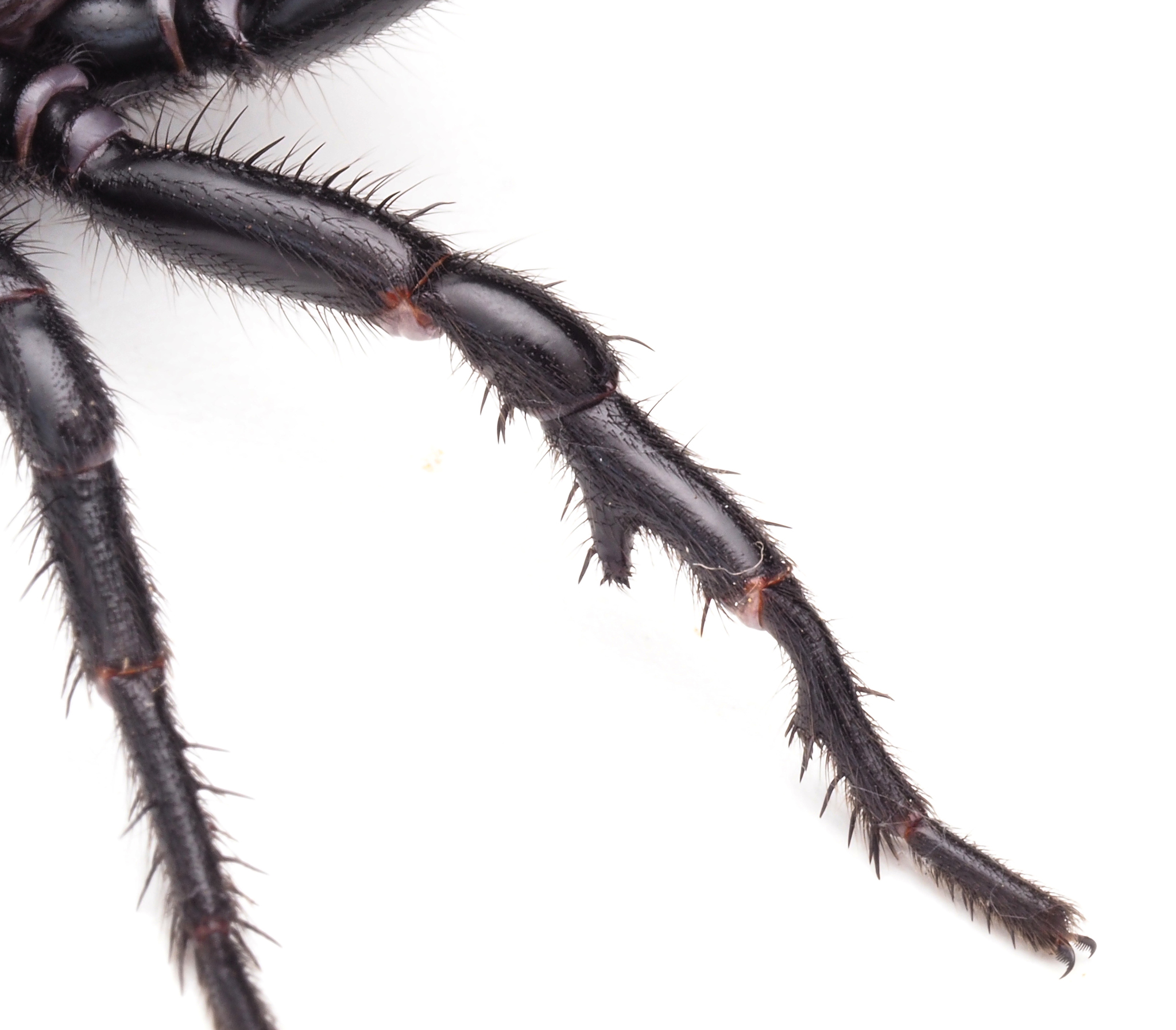
Detail von einem der Beine des zweiten Beinpaars eines Männchens der Gattung Atrax mit erkennbaren Stacheln an der Tibia und dem Metatarsus

Ein für Spinnen typischer Sexualdimorphismus (Unterschied der Geschlechter) ist auch bei den Vertretern dieser Familie ausgeprägt und die Männchen sind demnach weniger kräftig als die Weibchen gebaut. Ferner sind – wie für Vogelspinnenartige (Myglamorphae) typisch – vor allem die beiden vorderen Beine bei den Geschlechtern verschieden aufgebaut, so fehlen bei den Weibchen der Familie Scopulae (Bedeckungen aus Haftsetae) an den Tarsen (Fußglieder) und auch bei den Männchen sind diese nur schwach bis mäßig entwickelt. Gelegentlich erstrecken die Scopulae sich bis zur distalen (von der Mitte entfernt liegenden) Fläche der Metatarsen. Die Setae der Scopulae sind kurz, dick und spitz zulaufend. Putzkämme an den Metatarsen hingegen fehlen bei den Australischen Trichternetzspinnen gänzlich. Nicht selten verfügen die Männchen an den Metatarsen und den Tibien des ersten Beinpaares über eine stark ausgeprägte Bestachelung, wobei die Stacheln jeweils auf der retroventralen (hinten unten) bzw. ventralen Oberfläche befindlich sind. Die Tibien des zweiten Beinpaares haben bei den Männchen entweder keinerlei Modifikationen oder über ventrale entweder dicht beieinander oder verstreut angelegte ventrale oder schwach gewundene und distoventral (unten und entfernt von der Körpermitte befindliche) sowie konkav geformte Stacheln mitsamt einer ventralen stacheliger Apophyse (Fortsatz) oder apophysenartiger Schwellung. Die Metatarsen gleichen Beinpaares besitzen bei den Männchen entweder ebenfalls keine auffälligen Strukturen oder sie sind gewunden und dabei proximoventral (unten zur Körpermitte gelegen) konkav sowie mit einer kleinen Apophyse in der Mitte des Venters von diesem Abschnitt der Extremitäten gelegen.

### Genitalmorphologische Merkmale
Die Patellae (Glieder zwischen Femora und Tibien) und die Tibien der Pedipalpen (umgewandelte Extremitäten im Kopfbereich) haben bei den männlichen Australischen Trichternetzspinnen ein mehr oder weniger geschwollenes Erscheinungsbild, wobei dies bei einigen Arten der Gattung Atrax am wenigsten der Fall ist. Die Patella sind außerdem etwa so breit oder breiter als deren Femora (Schenkel). Ein einzelner Bulbus (männliches Geschlechtsorgan) verfügt bei den Australischen Trichternetzspinnen über einen ei- und birnenförmigem tegulären (rückseitigen) Bereich und eine tiefe Längsrille, die das Tegulum (zweites und mittleres Sklerit bzw. Hartteil des Bulbus) und das Subtegulum (vorgesetzter Bestandteil des Tegulums) voneinander trennt. Diese Rille ist gelegentlich weit offen und legt die mittlere Haematodocha (membranöser, dehnbarer Teil des Bulbus) frei. Das Cymbium (erstes und vorderstes Sklerit) eines Bulbus ist vergleichsweise kurz und anterior gleichermaßen zweilappig gebaut. Es verfügt über keine Stacheln. Der Embolus (drittes und letztes Sklerit) des Bulbus ist erscheint als relativ breiter abgeflachter Stab mit variabler Verjüngung, Länge und Krümmung. Der Embolus ist in distale Richtung überdies mehr oder weniger verdreht. Apikal (zur Spitze gelegen) hat der Embolus eine breite oder schmale Ejakulationsrinne mitsamt einem flanschartigen unteren Rand. Das Paar der Spermatheken (Samentaschen) ist bei den weiblichen Australischen Trichternetzspinnen einfach und einlappig gebaut sowie oft subapikal (unter der Spitze) leicht verengt.

### Differenzierungen von ähnlichen Familien
Die Australischen Trichternetzspinnen können mitunter leicht mit den nah verwandten Röhrenvogelspinnen (Hexathelidae) verwechselt werden, die jedoch über mehrere Spinnwarzen verfügen. Weitere Verwechslungskandidaten der Australischen Trichternetzspinnen sind die Arten der Familie der Macrothelidae. Die Bulbi bei den Männchen letzterer Familie haben jedoch einen stachelförmigen Schaft am Embolus eines Bulbus. Außerdem haben die Macrothelidae keine Reihe großer Zähne an der retromarginalen Fläche beider Cheliceren, einen konischen anterioren Lappen an den Maxillae sowie die bei den Australischen Trichternetzspinnen als Querfurche ausgebildete Fovea. Weitere Unterscheidungsmerkmale zu den Australischen Trichternetzspinnen sind die bei den Macrothelidae kleineren posterioren Sigillen am Sternum und längere posterior laterale Spinnwarzen.

Den Australischen Trichternetzspinnen ähnliche Spinnen
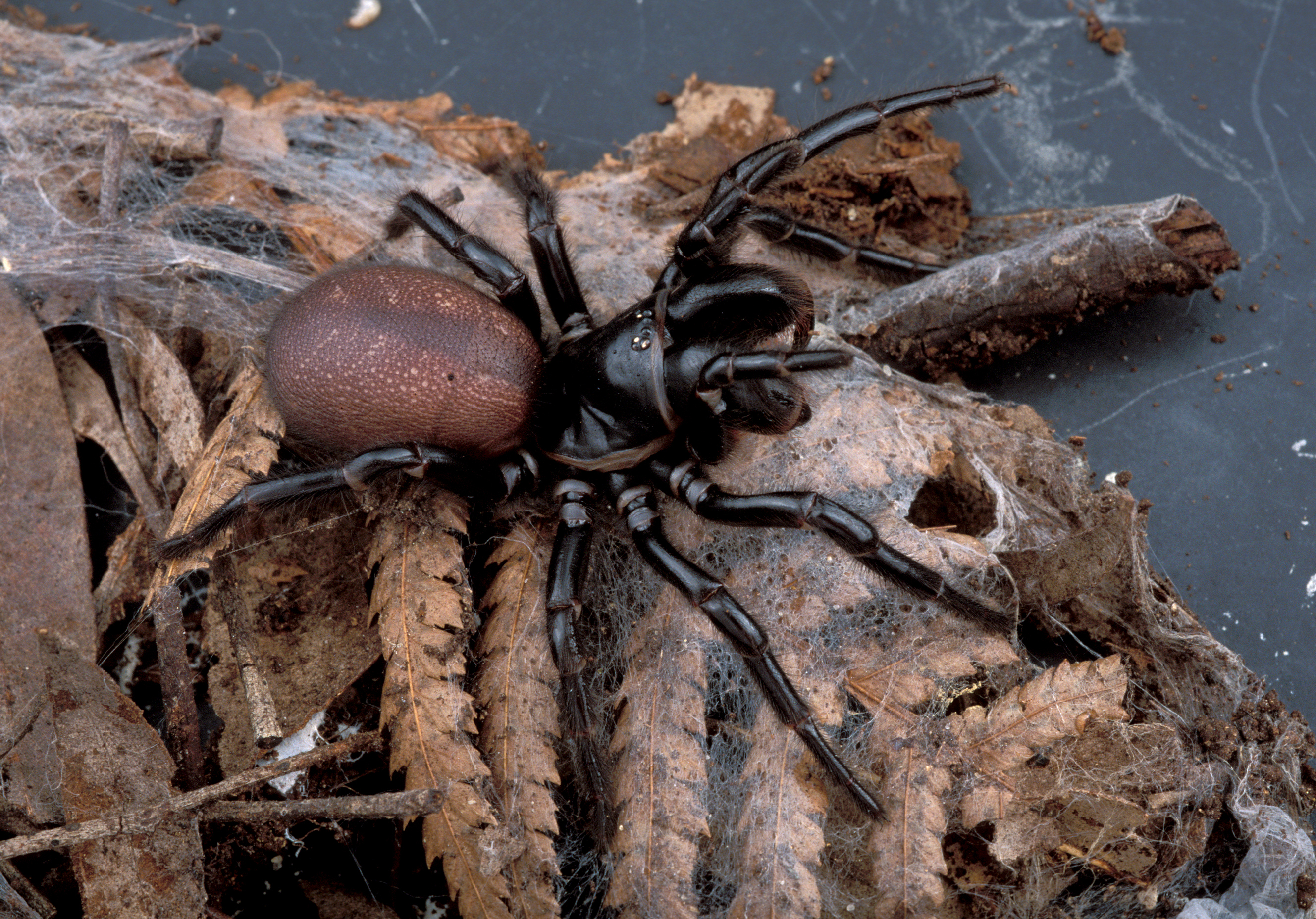
Drohende weibliche …
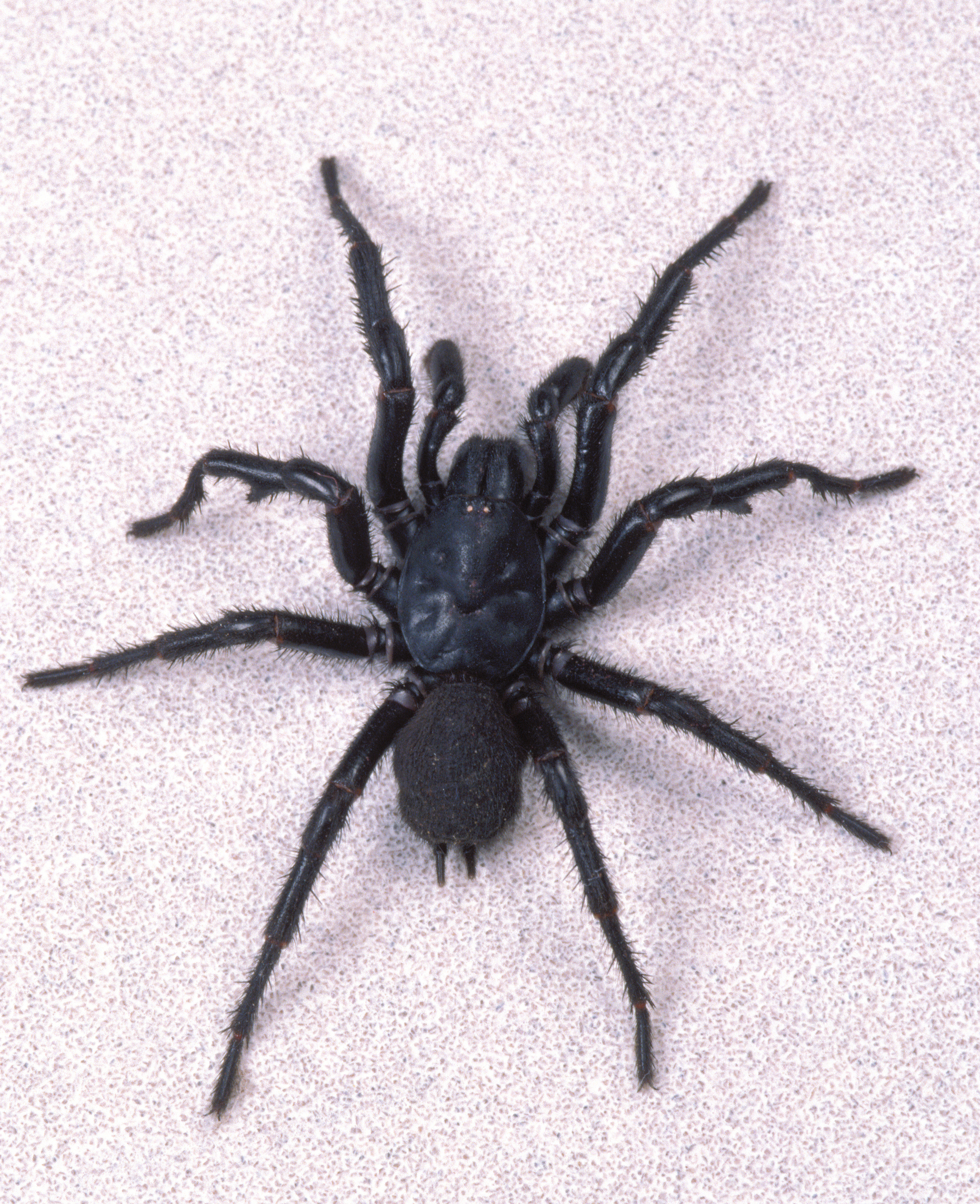
… und männliche Röhrenvogelspinne (Hexathelidae sp.).
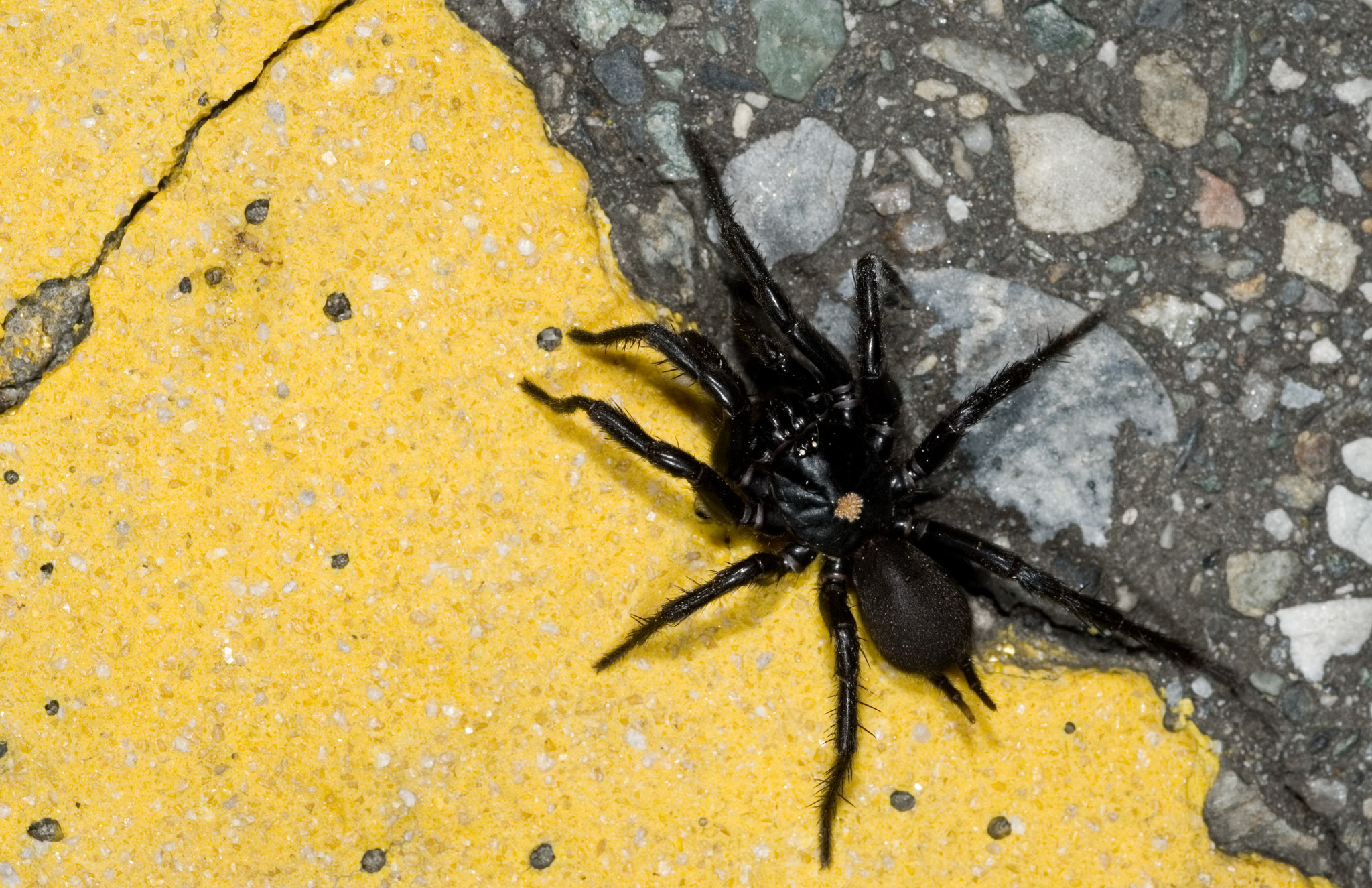
Männchen aus der Familie der Macrothelidae mit erkennbarem Milbenbefall

## Verbreitung und Lebensräume

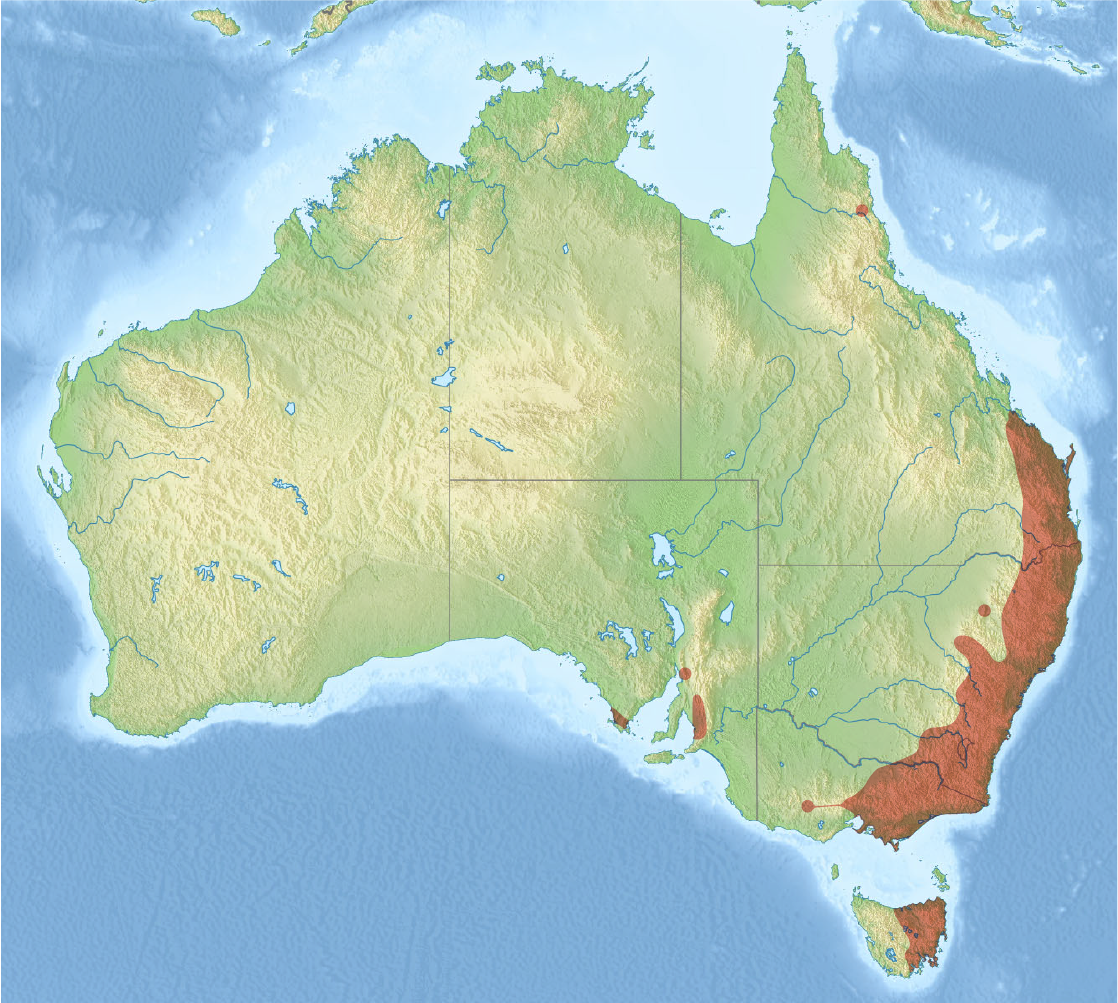
Verbreitung der Australischen Trichternetzspinnen

Das Verbreitungsgebiet der Australischen Trichternetzspinnen liegt der Trivialbezeichnung der Familie entsprechend in Australien, wobei gültige Nachweise von der Familie angehörigen Arten auf den Osten des Landes einschließlich Tasmanien und die Golfregion von Südaustralien beschränkt sind. Nach Westen hin reicht das Verbreitungsgebiet der Australischen Trichternetzspinnen bis zur Eyre-Halbinsel. Die Art mit dem bisher nördlichsten bekannten Verbreitungsgebiet innerhalb der Familie ist Hadronyche anzses, die bisher am nördlichsten im Gebiet der im Norden des australischen Bundesstaats Queensland gelegenen Stadt Mossman nachgewiesen werden konnte.
Die meisten Australischen Trichternetzspinnen sind hygrophile (feuchtigkeitsliebende) Bewohner von Wäldern, wobei die Beschaffenheit von offenen Waldlandschaften bis hin zu geschlossenen Wäldern reichen kann. Daneben werden von einigen Vertretern auch die trockeneren, offenen Wälder der Westhänge der Great Dividing Range und der Golfregion Südaustraliens bewohnt. Einzelne Arten der Familie kommen überdies in anderen Habitaten (Lebensräumen) wie krautreichen Gegenden in gebirgigen Arealen vor.

## Lebensweise

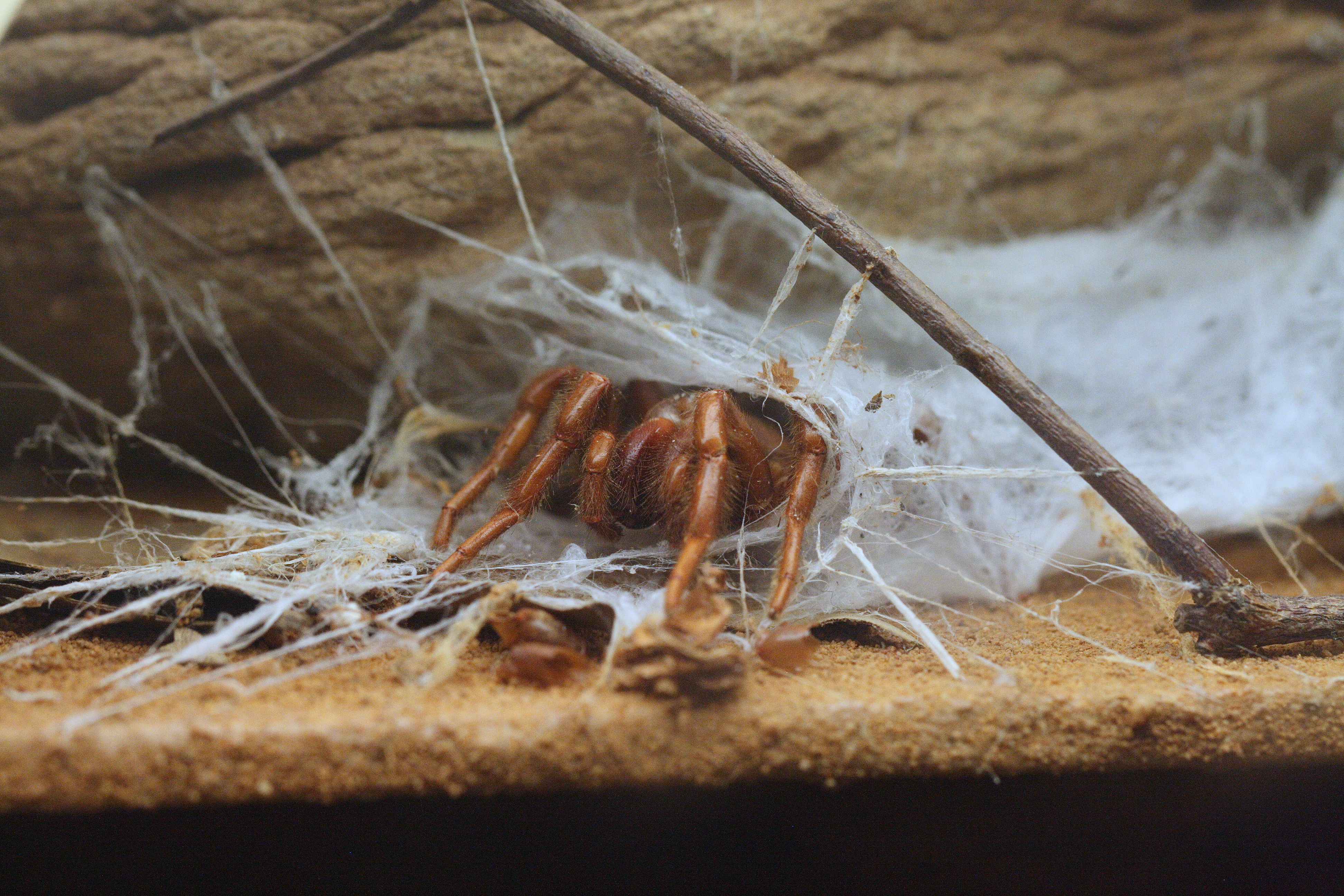
Weibchen von Hadronyche versuta am Ausgang des Gespinstes von seinem Unterschlupf

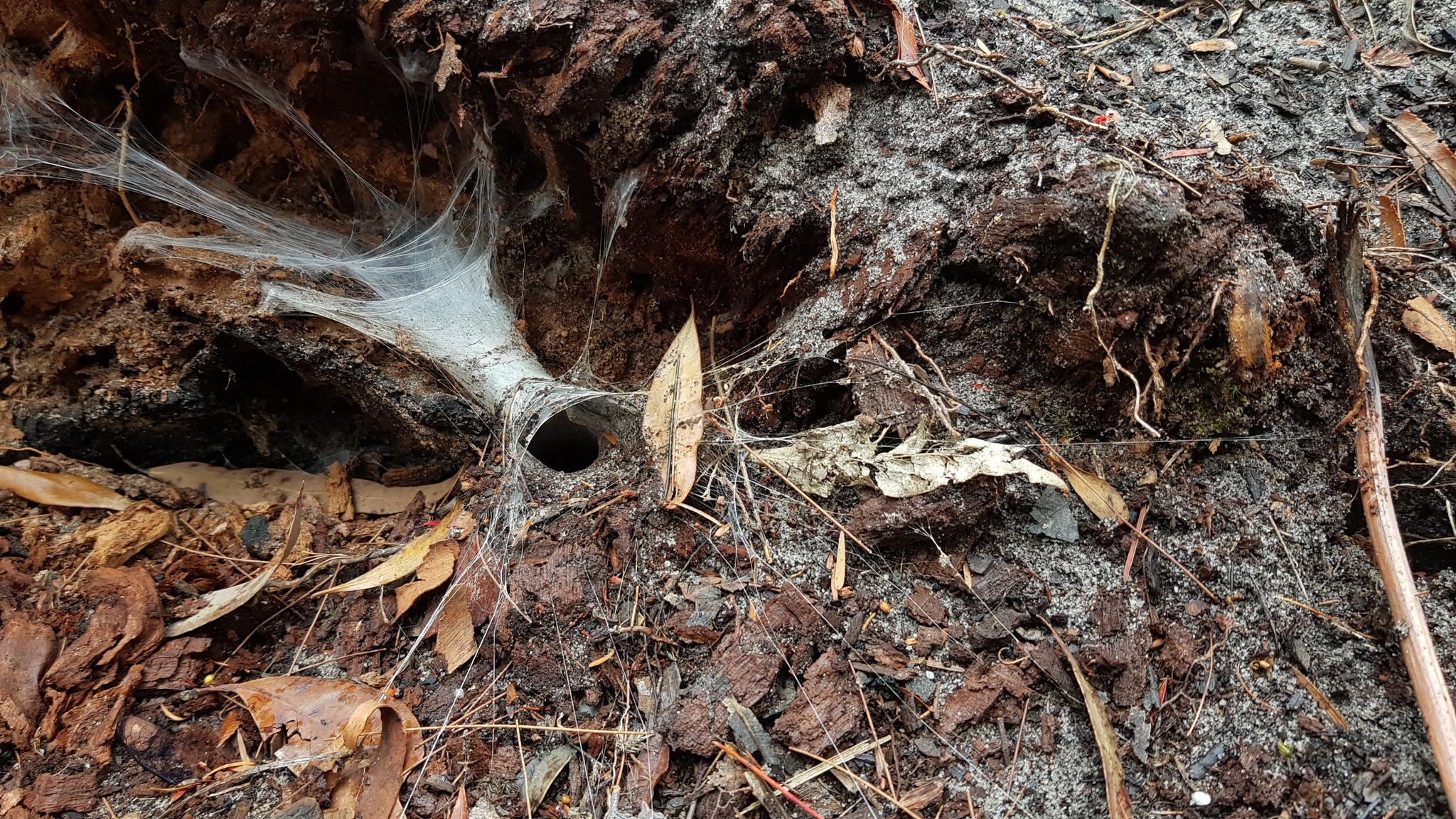
Rückzugsort einer Australischen Trichternetzspinne

Australische Trichternetzspinnen sind, wie alle primitiveren Spinnen, nahezu ausschließlich nachtaktiv. Die Mehrheit von ihnen vollführt dabei eine terrestrische (bodenbewohnend) Biologie und legt eine mit einem Gespinst ausgekleidete, in den Boden gegrabene Wohnröhre in je nach Art unterschiedlichen Mikrohabitaten an. Dazu zählen unter anderem die Unterseite von Steinen und Baumstämmen, das Innere verrotteter Baumstämme und Baumstümpfe sowie stabile, mit Vegetation bewachsene oder bemooste Bodenbereiche. Die Vertreter mit grabender Biologie nutzen überdies häufig natürliche Spalten im Bodenbereich wie verrottete Wurzelbereiche von Bäumen. Mit Hadronyche cerberea und Hadronyche formidabilis sind zwei Arten der Australischen Trichternetzspinnen bekannt, die arboreal (baumbewohnend) sind. Sie nutzen durch Abbrüche von Ästen oder durch Bohrmaschinen entstanden Löcher im Baumstamm sowie abgestorbene Innenbereiche älterer Bäume. Daneben bewohnen Australische Trichternetzspinnen gerne Gartenanlagen und legen dort in Steingärten und dichtem Gebüsch, seltener in offeneren Flächen wie Rasenflächen ihre Unterschlüpfe an. Im Allgemeinen bevorzugen die Spinnen feuchte, kühle und geschützte Gebiete als Rückzugsstandort.
Die Unterschlüpfe von Australischen Trichternetzspinnen sind normalerweise durch das Vorhandensein von als Stolperdrähten dienenden Spinnfäden gekennzeichnet, die strahlenförmig von einer seidenen Gespinstdecke am Eingangsbereich der Wohnröhre ausgehen. Diese insgesamt trichterförmigen Gespinstwerke, die von Vertretern dieser Familie angelegt werden, verleihen dieser zusammen mit ihrem Verbreitungsgebiet ihren deutschsprachigen Trivialnamen. Die Wohnröhre ist meistens mit einem bis drei Eingängen versehen, die zumeist eine halbmondförmige Öffnung haben, wobei der obere Bereich des Gespinstes bei Nichtgebrauch mehr oder weniger in sich zusammenfällt, was möglicherweise der Abschreckung von Prädatoren (Fressfeinden) dient. Einige spezialisiertere Vertreter der Familie statten ihre Rückzugsorte mit Öffnungen aus, die in der Streuschicht angelegt sind. In diesem Falle fehlen die radiär angelegten Spinnfäden. Zu diesen Arten gehören Illawarra wisharti und die der Artengruppe von Hadronyche adelaidensis zugehörigen Vertreter. Die Unterschlüpfe letzterer sind überdies einzigartig, da sie über eine innere Baukammer mit einer Falltür verfügen. Dieses Tunnelsystem geht vom Eingangsbereich aus über in eine kurze Oberflächenkammer, von der aus der Bau wieder in die Tiefe absteigt. Dieser ist oft nur schwach mit Spinnseide ausgekleidet und selten tiefer als 30 Zentimeter.
Die Körperreinigung findet außerhalb der Wohnröhre statt. Dafür verlassen Australische Trichternetzspinnen diese und legen sich zuerst auf eine Seite ihres Körpers, während die gegenüber- und freiliegende mit den Beinen gereinigt wird, ehe der gleiche Prozess jeweils andersherum wiederholt wird.
Alle Australischen Trichternetzspinnen verbringen den Großteil ihres Lebens in ihren Wohnröhren. Man vermutet, dass dort während der Inaktivitätszeit der Spinnen eine mit dem Torpor (Erstarrung zur Minimierung vom Energieverbrauch) vergleichbare Aktion eintritt. Sie verlassen ihre Wohnröhren auf Eigeninitiative abgesehen von der Jagd und dem Aufsuchen von Geschlechtspartnern im Falle der Männchen lediglich zur Reinigung. Dies kann etwa im Morgengrauen geschehen, kurz bevor die Sonne aufgeht. Wassereinbruch kann die Spinnen jedoch auch zum Verlassen ihrer dann gefluteten Unterschlüpfe veranlassen, um dem Ertrinken zu entgehen. Australische Trichternetzspinnen sind sehr anfällig für Austrocknung, weshalb sie ihre Unterschlüpfe meist bei höherer Luftfeuchtigkeit verlassen. Auch dies ist ein Grund für die vornehmlich nächtliche Aktivitätszeit der Spinnen.
Australische Trichternetzspinnen können nicht springen, sich jedoch immer noch schnell fortbewegen. Fühlen sie sich bedroht, vollführen sie eine Drohgebärde, bei der sie sich aufrichten und bei Annäherung eines möglichen Prädatoren nach vorne schnellen. Zwar sind Australische Trichternetzspinnen nicht in der Lage zu schwimmen, doch können sie mithilfe eines aus an den Setae des Opisthosomas angehefteten Luftblasen bestehenden Sauerstoffvorrats, der daneben auch die Fortbewegung unter Wasser vereinfacht, sich dort über längere Zeit aufhalten. Mit zunehmender Wassersättigung nimmt ihre Bewegungsfähigkeit unter Wasser jedoch ab und die Spinnen ertrinken schließlich. Australische Trichternetzspinnen können unter Wasser nachgewiesen 24 bis 30 Stunden überleben.

### Jagdverhalten und Beutespektrum
Australische Trichternetzspinnen leben wie alle Spinnen räuberisch und jagen dabei als Lauerjäger. Einige Arten verlassen in der Nacht ihre Wohnröhren, um aktiv Beute zu jagen, während andere dazu in ihren Rückzugsorten verweilen. Ist letzteres der Fall, wartet die Spinne entweder in der Röhre oder an einem der Eingänge auf passierende Beuteobjekte. Geraten diese in die radiären Spinnfäden, verfangen sie sich dort und können von der Spinne erbeutet werden. Diese ortet Beutetiere mithilfe der von diesen ausgehenden Vibrationen. Beim Zugriff stürmt die Spinne auf das Beutetier und setzt dieses mit einem mittels der Cheliceren verabreichten Giftbisses außer Gefecht, ehe es verzehrt wird. Die Jagdweise als Lauerjäger ist dabei sowohl innerhalb als auch außerhalb der Wohnröhre gleichbleibend.
Alle Australischen Trichternetzspinnen sind euryphag (nicht auf bestimmte Nahrung angewiesen) und ihr Beutespektrum setzt sich vor allem aus einer Vielzahl an Wirbellosen zusammen. Dazu zählen mitunter Grillen, Regenwürmer, Ameisen, kleine Schnecken und die Larvenstadien einiger Insekten. Von einigen Arten, wie Hadronyche formidabilis und der Sydney-Trichternetzspinne (Atrax robustus), ist jedoch auch bekannt, dass diese kleine Wirbeltiere, darunter kleinere Reptilien und Amphibien, erbeuten.

### Lebenszyklus und Phänologie
Der Lebenszyklus der Australischen Trichternetzspinnen ist in die für Spinnen üblichen Phasen der Fortpflanzung, der Eiablage und des Heranwachsens gegliedert. Er wird von den Jahreszeiten beeinflusst. Die Phänologie (Aktivitätszeit) ausgewachsener Individuen der Familie beläuft sich auf das ganze Jahr.

#### Fortpflanzung

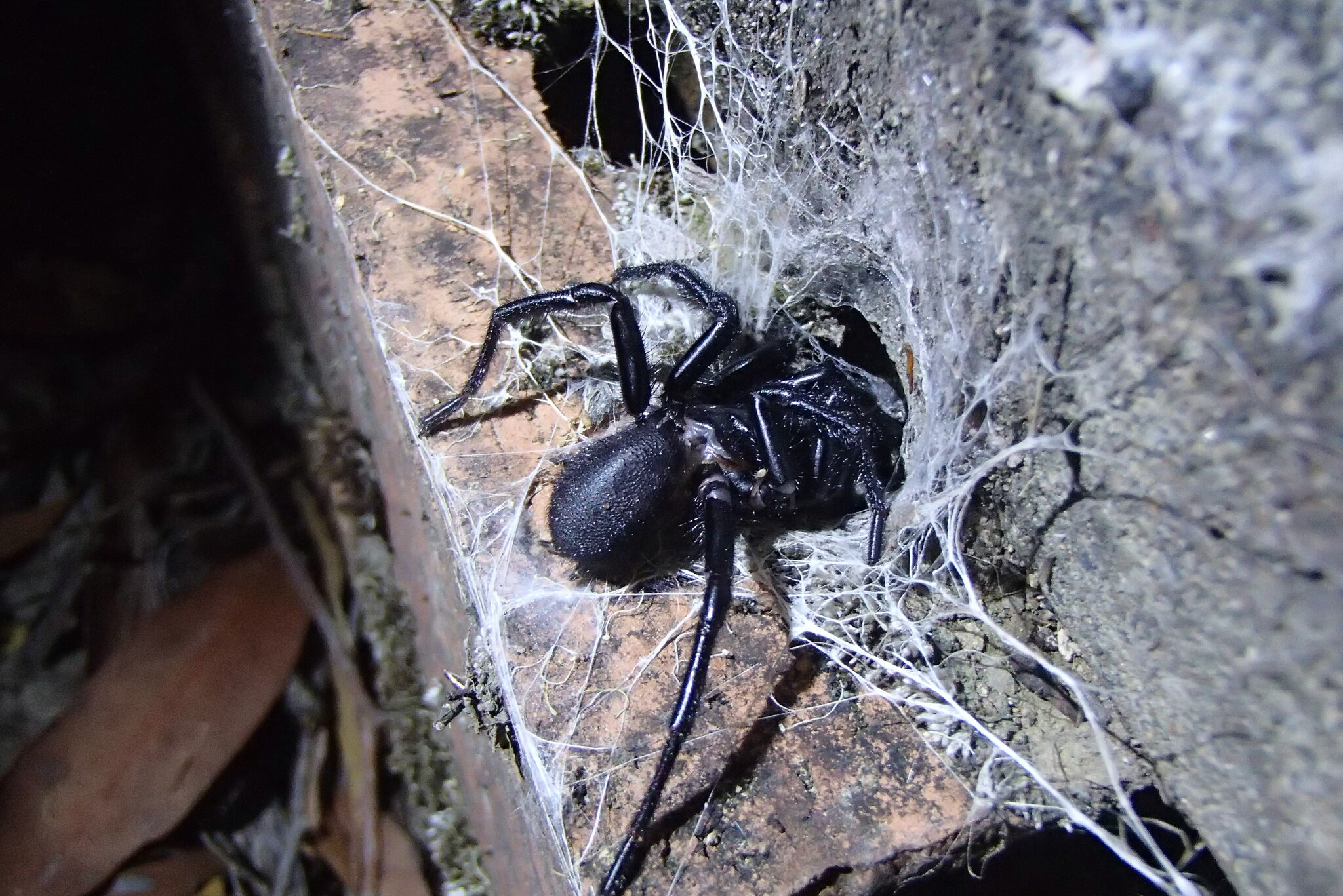
Balzende männliche Australische Trichternetzspinne vor dem Unterschlupf einer weiblichen

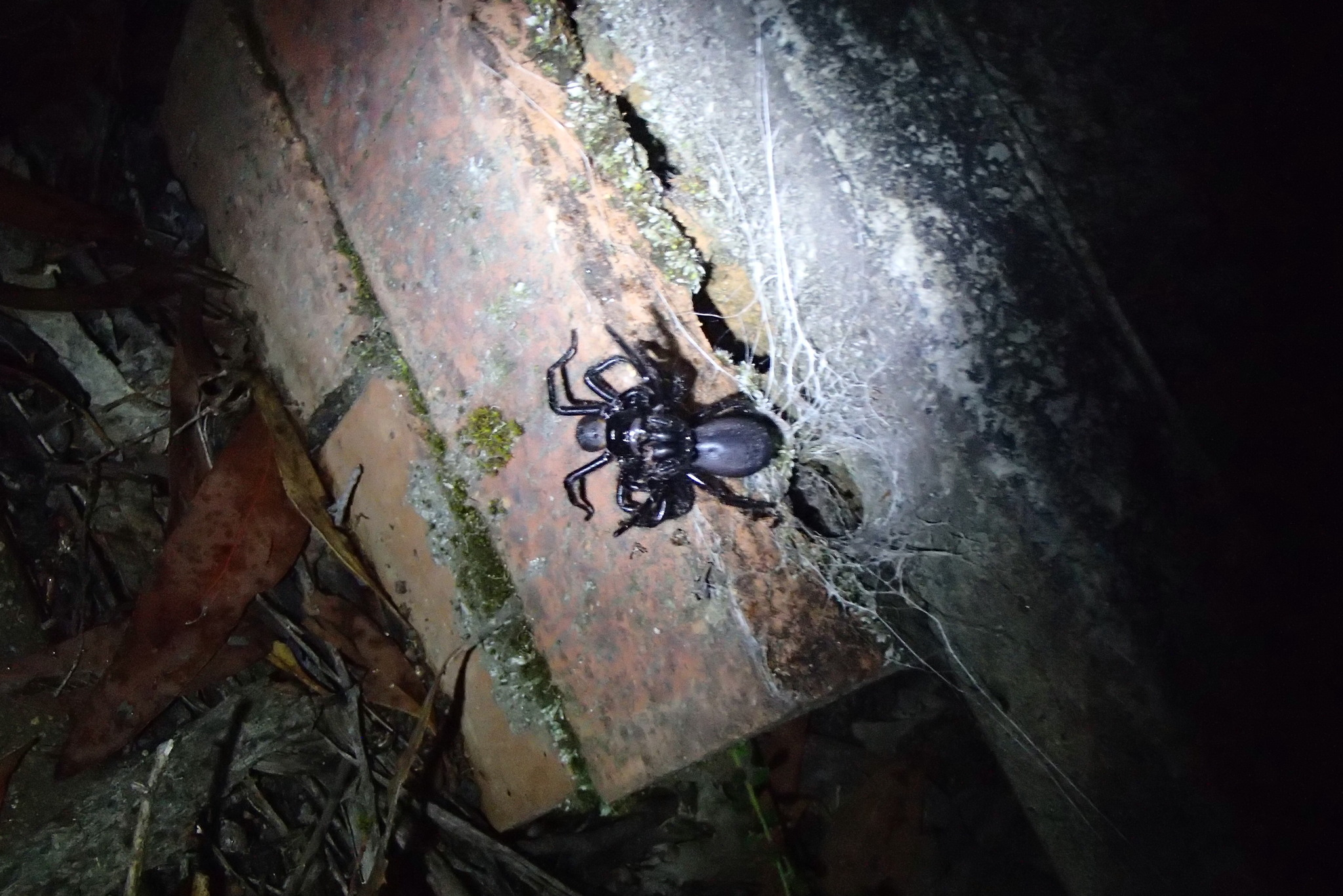
Paarung bei Australischen Trichternetzspinnen. Links davon das Männchen, das das Weibchen fixiert.

Das Fortpflanzungsverhalten der Australischen Trichternetzspinnen selber ist wiederum in die Spermienaufnahme des Männchens, die Balz und die eigentliche Paarung gegliedert. Die Fortpflanzung findet den Arten dieser Familie im Frühling oder Sommer statt.
Eine männliche Australische Trichternetzspinne beginnt zuerst wie bei Spinnen üblich mit dem Anlegen eines Spermanetzes. Dieses ist bei dieser Familie vergleichsweise klein und wird lange vor den darauf folgenden Prozessen gefertigt. Das Männchen gibt einen Spermatropfen auf das Netz ab und nimmt diesen anschließend über die Bulbi auf. Dann beginnt es mit der Suche nach einem arteigenen Weibchen. Dieses wird vom Männchen mittels ebenfalls arteigener Pheromone lokalisiert, mit denen das Weibchen seine bei Fortbewegung hinter ihm gespannten Wegfäden versieht.
Konnte ein Männchen ein Weibchen bzw. dessen Unterschlupf ausfindig machen, beginnt es mit einer der Arterkennung dienenden Balz, bei der es rhythmisch mit seinen Extremitäten auf die Fäden vom Unterschlupf des Weibchens trommelt. Es wird vom Weibchen zumeist aggressiv empfangen und letzteres wird eine Drohhaltung einnehmen, verfällt jedoch in eine Art Trance durch die Trommelbewegungen des Männchens, das diese Bewegungen fortsetzen wird. Hat das Männchen keinen Erfolg dabei, das Weibchen in diesen Zustand zu versetzen, wird dieses das balzende Männchen attackieren und letztendlich töten, sollte es sich nicht rechtzeitig zurückziehen.
Hat das balzende Männchen Erfolg, geht die Balz in die Paarung über. Bei dieser kommen die sporn- bzw. stachelartigen Modifikationen am zweiten Beinpaar des Männchens zum Einsatz, die dazu dienen, das Weibchen während der Begattung zu fixieren und somit einen Angriff zu verhindern. Während der Begattung kommt es zu heftigen Auseinandersetzungen, bis das Weibchen das Männchen akzeptiert. Beide Geschlechtspartner befinden sich durch ein Anheben des jeweils ersten Beinpaares gegeneinander aufgerichtet gegenüber, während das Männchen seine Beinstacheln am zweiten Beinpaar des Weibchens ansetzt. Darauf folgt die eigentliche Befruchtung des Weibchens, bei der das Männchen seine Bulbi abwechselnd in die Genitalöffnung des Weibchens einführt und somit das in den Bulbi enthaltene Sperma überträgt.
Die Männchen der Australischen Trichternetzspinnen sind wahrscheinlich promiskuitiv (sich mehrmals verpaarend) und versuchen nach einer geglückten Paarung mit einem Weibchen, sich erneut mit einem anderen zu paaren, sofern es dem vorherigen entkommen konnten. Dies ließe sich damit begründen, dass die Männchen lediglich eine Paarungssaison überleben und durch die mehrfache Fortpflanzung ihre Reproduktionsrate so weit wie möglich erhöht werden solle. Unabhängig davon, ob die Paarung erfolgreich ist oder nicht, nimmt ein Männchen der Australischen Trichternetzspinnen während oder nach der Paarungszeit keine Nahrung zu sich und verendet schlussendlich. Sollte es dem Männchen nicht gelingen, Weibchen zu umwerben, wird es bis zu seinem Tod weiterhin nach Weibchen suchen. Weibliche Australische Trichternetzspinnen können sich in ihrem Leben mehrmals, jedoch auch nur einmal pro Paarungssaison fortpflanzen.

#### Eiablage und Schlupf sowie Heranwachsen der Jungtiere

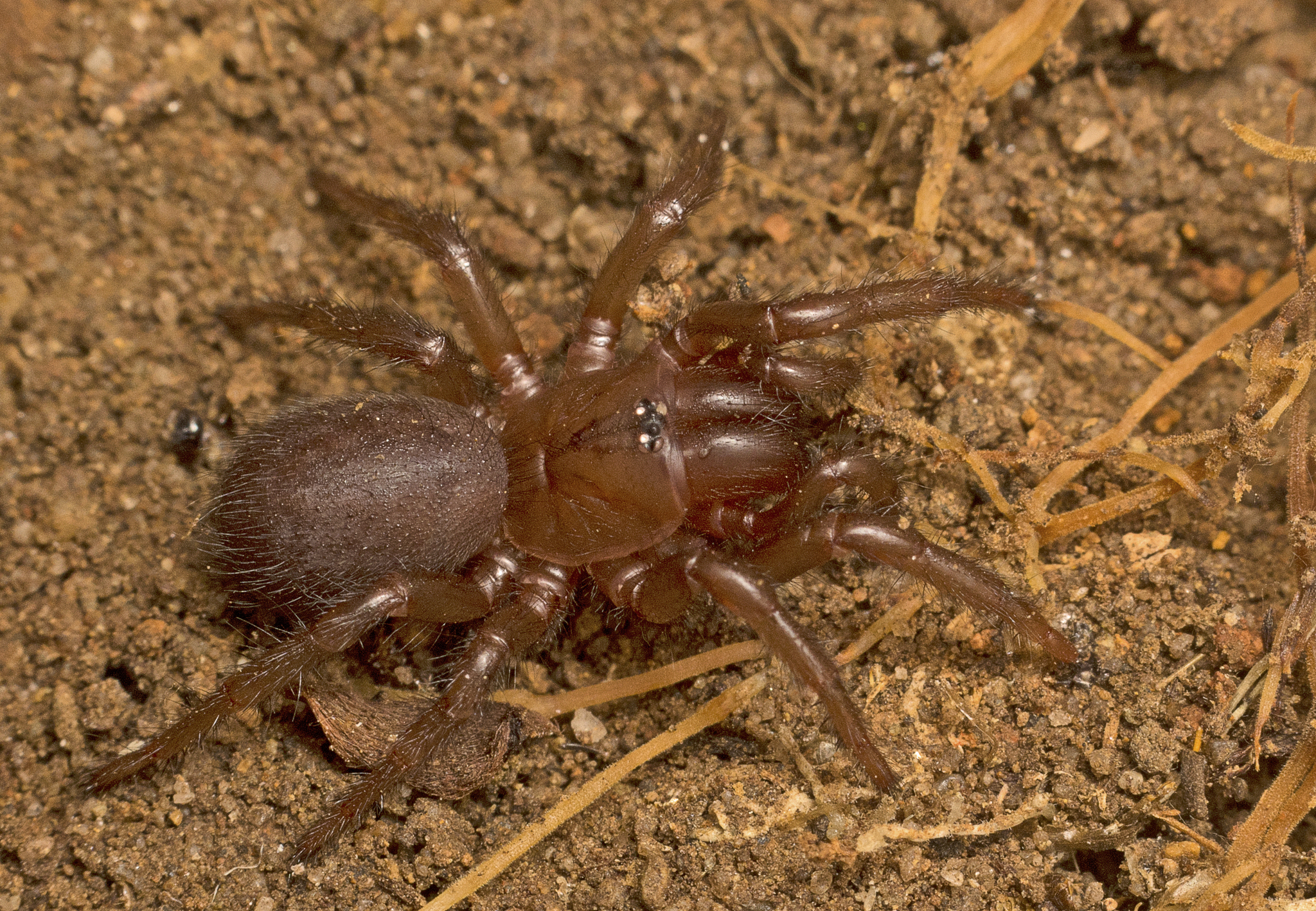
Jungtier von Hadronyche infensa

Das Weibchen legt im Spätfrühling oder Sommer einen weißen Eikokon an und bewacht diesen wie auch anfangs die daraus schlüpfenden Nachkommen. Der Kokon hat einen Durchmesser von etwa 20 Millimetern, ist von runder Form und enthält 80–250 Eier. Die geschlüpften Nachkommen verbleiben bei ihrem Muttertier bis zum Spätsommer und werden dann selbstständig, was noch im gleichen Jahr wie die Paarung passiert. Die Jungtiere legen wie die ausgewachsenen Individuen Wohnröhren an. Die Sterblichkeitsrate der heranwachsenden Spinnen ist unbekannt. Überliefert ist allerdings, dass es unter den Jungtieren in den späteren Phasen zu Kannibalismus kommt, auch dann, bevor sie den Unterschlupf ihres Muttertieres verlassen.
Die Männchen der Australischen Trichternetzspinnen erreichen ihre Geschlechtsreife im fünften Lebensjahr und haben in diesem Jahr ihre einzige Brutzeit. Ausgewachsen leben sie lediglich noch 6 bis 9 Monate. Weibchen erreichen zumindest in Gefangenschaft eine Lebenserwartung von meistens 2 bis 10, in Extremfällen auch bis zu 20 Jahren. Ab welchem Jahr bei ihnen die Geschlechtsreife eintritt, ist unbekannt.

## Systematik
Die Systematik der Australischen Trichternetzspinnen war mehrfach Änderungen unterworfen, was insbesondere daran liegt, dass der Status der Familie und der dazugehörenden Taxa sich in der Vergangenheit nie eindeutig zuordnen ließen. Die Typusgattung der Familie, von der auch ihre Bezeichnung Atracidae hergeleitet wurde, ist Atrax.

### Beschreibungsgeschichte
Der heutigen Familie der Australischen Trichternetzspinnen zugehörige Taxa wurden erstmals 1873 von Ludwig Carl Christian Koch erstbeschrieben, indem er die Gattung Hadronyche anfangs für die Art H. cerberea aufstellte. Vier Jahre später beschrieb Octavius Pickard-Cambridge mit der Gattung Atrax für die Sydney-Trichternetzspinne (A. robustus) die zweite heute zu dieser Familie zählende Gattung. Beide Arten wurden anhand von Weibchen erstbeschrieben. Die weiblichen Syntypen (in ihrer Gesamtheit einen Typus für die Erstbeschreibung darstellenden Exemplare) von H. cerberea wurden im Zweiten Weltkrieg zerstört. Mit der daraus resultierenden ungewissen Identität dieser Art befasste sich Michael R. Gray sowohl 1981 als auch 1986 und die Art erhielt unter ihm letztendlich wieder ihre Gültigkeit.
Die Verwandtschaft dieser Taxa zueinander blieb für lange Zeit ungewiss. Eugène Simon ordnete 1892 die Gattungen Atrax und Hadronyche innerhalb der von ihm aufgestellten Gruppe der Macrotheleae in die Familie der Doppelschwanzspinnen (Dipluridae) ein. Er orientierte sich dabei an den Gattungen Macrothele und Porrhothele, die er gleicher Familie zuordnete, die, wie die beiden anderen, über Höcker am Labium verfügen. Im Jahr 1901 stellte Henry Roughton Hogg erstmals die Australischen Trichternetzspinnen anfangs in Form der Gruppe der Atraceae für die Gattungen Atrax und Hadronyche innerhalb der Doppelschwanzspinnen auf, um diese somit von den übrigen Gattungen der Gruppe der Macrotheleae zu differenzieren. Dabei griff er besonders auf die Sigillen des Sternums und dabei auf deren Größe und marginale Lage, das Vorhandensein von jeweils drei Reihen aus Zähnen an den Cheliceren und das relativ kurze apikale Segment der posterior lateralen Spinnwarzen zurück.
Bis 1920 wurden 14 Arten beschrieben, die in acht Gattungen gegliedert wurden. Davon sind die meisten Arten mittlerweile nicht mehr anerkannt und nur noch zwei Gattungen haben Gültigkeit. Die überwiegende Anzahl der in dieser Zeit beschriebenen Arten wurden nur anhand von Weibchen oder gar von juvenilen Exemplaren dokumentiert. Daneben waren auch die Lokalitäten der Fundorte von den jeweiligen Arten zumeist nicht gänzlich nachweisbar. Die einzigen Arten, von denen männliche Spinnen beschrieben wurden, waren Hadronyche meridiana von Hogg im Jahr 1902 und Euctimena tibialis von William Joseph Rainbow in 1914. Das Männchen letzterer Art erwies sich 1927 durch Nachforschungen seitens Anthony Musgrave als Männchen der Sydney-Trichternetzspinne. Rainbow beschrieb 1914 auch ein Weibchen dieser Art als eines der ebenfalls nicht mehr gültigen Poikilomorpha montana.
Nach 1920 erfuhr der Gattungsname Hadronyche weitestgehend keine Verwendung mehr, wurde jedoch noch immer in verschiedenen Publikationen aufgelistet, und die Australischen Trichternetzspinnen wurden fast ausschließlich mit der Gattung Atrax in Verbindung gebracht. Dies wurde sowohl durch die Ungewissheit über die taxonomische Validität von H. cerberea, der Typusart der Gattung, als auch durch die zunehmende medizinische Relevanz der Sydney-Trichternetzspinne und somit die steigende Bedeutung dieser Art begünstigt. Die Gattung Hadronyche wurde 1980 von Robert John Raven als Synonym der Gattung Atrax aufgeführt, was jedoch 1985 von Barbara York Main implizit wieder rückgängig gemacht wurde, als sie 11 Arten der Gattung Atrax und 3 der Gattung Hadronyche als zugehörig auflistete.
Die meisten der 1985 von Main der Gattung Atrax zugeordneten Arten wurden 1988 von Gray zur Gattung Hadronyche transferiert.
Raven entfernte sowohl 1980 als auch 1985 die von Simon aufgestellte Gruppe der Hexatheleae aus der Familie der Doppelschwanzspinnen und erhob sie zur Familie der Röhrenvogelspinnen (Hexathelidae). Dazu zählte er einige der Gruppe der ebenfalls von Simon aufgestellten Gruppe der Macrotheleae. Gray 1988 revalidierte die zuvor durch Raven ungültig gewordene Gruppe der Australischen Trichternetzspinnen in Form der zu den Röhrenvogelspinnen zählenden Unterfamilie der Atracinae wieder, die sich wie schon zuvor aus den Gattungen Hadronyche und Atrax zusammensetzte, und unterschied diese Taxa zusätzlich von den Gattungen Porrhothele und Macrothele anhand des bei den Australischen Trichternetzspinnen vorhandenen breiteren Embolus, der starken retromarginalen Zähne an den Cheliceren, des Lappens am Labium und der prokurven Fovea.
Raven merkte bereits 1985 Probleme bei der Einordnung der Gattung Atrax in die Familie der Röhrenvogelspinnen an und ging dabei auf mehrere Eigenschaften der Gattung ein, die auf eine mögliche Verwandtschaft mit der Familie der Cyrtaucheniidae hindeuteten. Pablo Augusto Goloboff fand 1993 in seiner morphologisch (Struktur und Form betreffend) fundierten Neuanalyse der Relationen von Taxa der Vogelspinnenartigen zueinander (wenn auch schwächere) Indizien dafür, die Röhrenvogelspinnen als monophyletisch (einstämmig) zu führen. Eine molekulare (Ebene der Moleküle oder die Moleküle selbst behandelnde) Analyse der Beziehungen innerhalb dieser Unterordnung, die von Marshal Hedin und Jason E. Bond im Jahr 2006 durchgeführt wurde, kam zu einem gegenteiligen Ergebnis. Grundsätzlich wurden die Gattungen Atrax und Hadronyche immer als Schwestergruppen empfunden, wurden jedoch nie mit anderen Taxa der Röhrenvogelspinnen in Verbindung gebracht. Da jedoch für mehrere etablierte Familien der Vogelspinnenartige ähnliche Anomalien festgestellt wurden, gilt die Interpretation dieser Ergebnisse als problematisch. Gray führte 2010 eine Revision der damals noch als Unterfamilie der Atracinae angesehenen Australischen Trichternetzspinnen durch. Dabei teilte er sie unter anderem nach wie vor in die Gattungen Atrax und Hadronyche und beschrieb gleichzeitig die ebenfalls zugehörige monotypische Gattung Illawarra. 2018 erhielten die Australischen Trichternetzspinnen unter Marshal Hedin, Shahan Derkarabetian, Martín Ramírez, Cor Vink und Bond im Rahmen einer phylogenetischen (die Stammesgeschichte umfassenden) Reklassifizierung ihren noch heute gültigen Rang und wurden somit von einer Unterfamilie zur Familie erhoben.

### Äußere Systematik
2020 führten Vera Opatova, Chris A. Hamilton, Hedin, Laura Montes de Oca, Jiří Král und Bond eine Analyse der phylogenetische Systematik mitsamt Evolution der Unterordnung der Vogelspinnenartigen (Mygalomorphae) unter Einbezug genomischer und molekularbiologischer Resultate durch, die auch die Veranschaulichung der Beziehung der dazugehörigen Familien mitsamt der Australischen Trichternetzspinne innerhalb der Unterordnung ermöglicht. Ihre Schwesterfamilie ist den Resultaten nach die der Actinopodidae und, da zu beiden Familien Spinnenarten mit auch beim Menschen wirkungsvollen Giften zählen, zur sog. „Giftklade“ zusammengefasst.

### Gattungen
Der World Spider Catalog listet für die Australischen Trichternetzspinnen aktuell 3 Gattungen und 35 Arten. Die Gattungen sind:
- Atrax O. Pickard-Cambridge, 1877
  - Sydney-Trichternetzspinne (A. robustus) O. Pickard-Cambridge, 1877
- Hadronyche L. Koch, 1873
  - Hadronyche formidabilis (Rainbow, 1914)
  - Hadronyche modesta (Simon, 1891)
- Illawarra Gray, 2010
  - Illawarra wisharti Gray, 2010

## Australische Trichternetzspinnen und Mensch

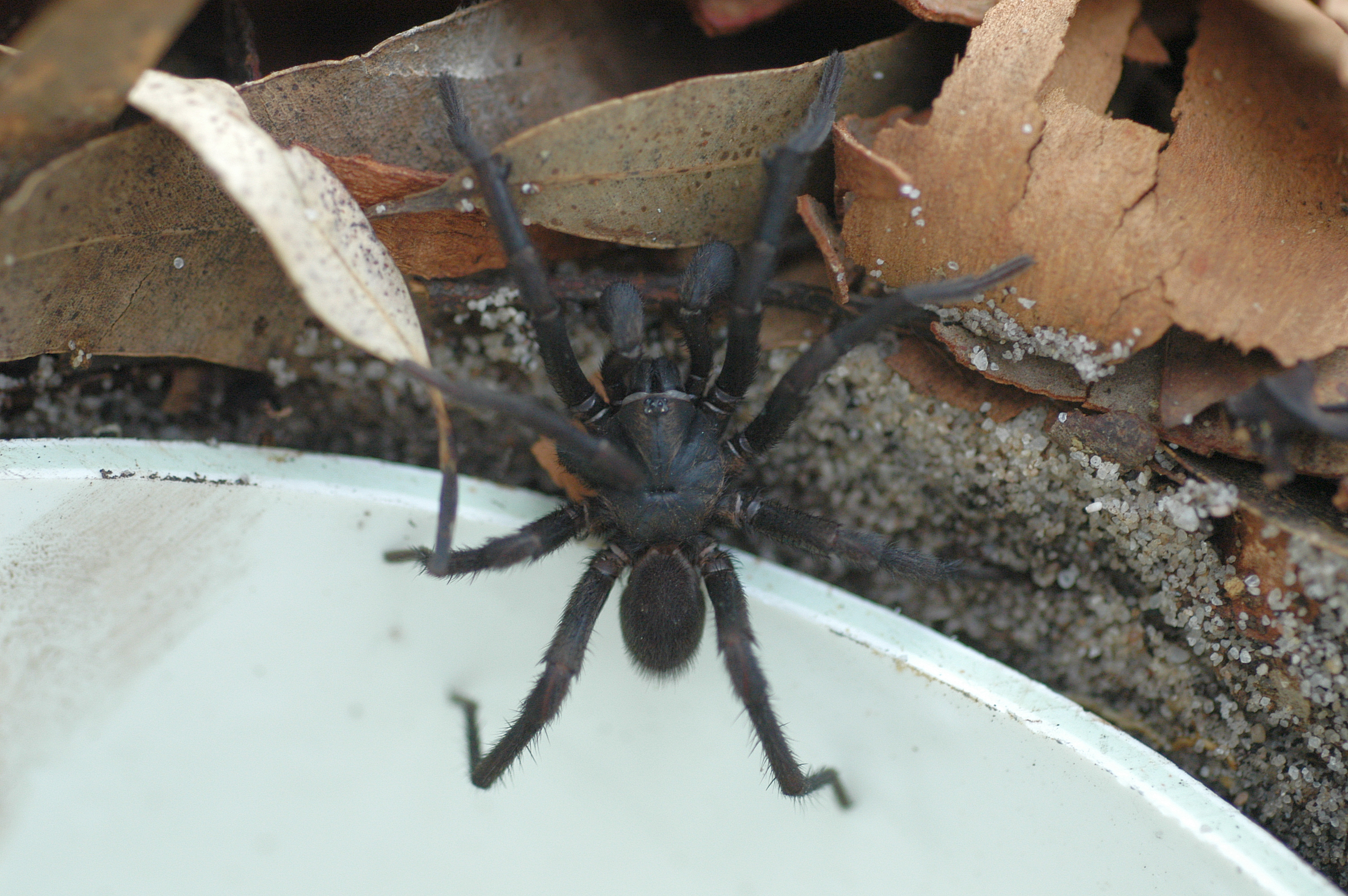
Männchen der Sydney-Trichternetzspinne (Atrax robustus), einer der weltweit gefährlichsten Spinnen.

Australische Trichternetzspinnen stehen mit dem Menschen in vielfältiger Relation. Nicht selten werden sie jedoch mit der von ihnen ausgehenden Gefahr im Falle einiger Arten, insbesondere der Sydney-Trichternetzspinne (Atrax robustus), in Verbindung gebracht, die somit zu den Giftspinnen zählen. Genauso wird in ihnen in verschiedenen Bereichen jedoch auch ein Nutzen für den Menschen gesehen. Grundsätzlich ist beim Umgang mit diesen Spinnen immer absolute Vorsicht geboten.

### Bissunfälle und Gefahr

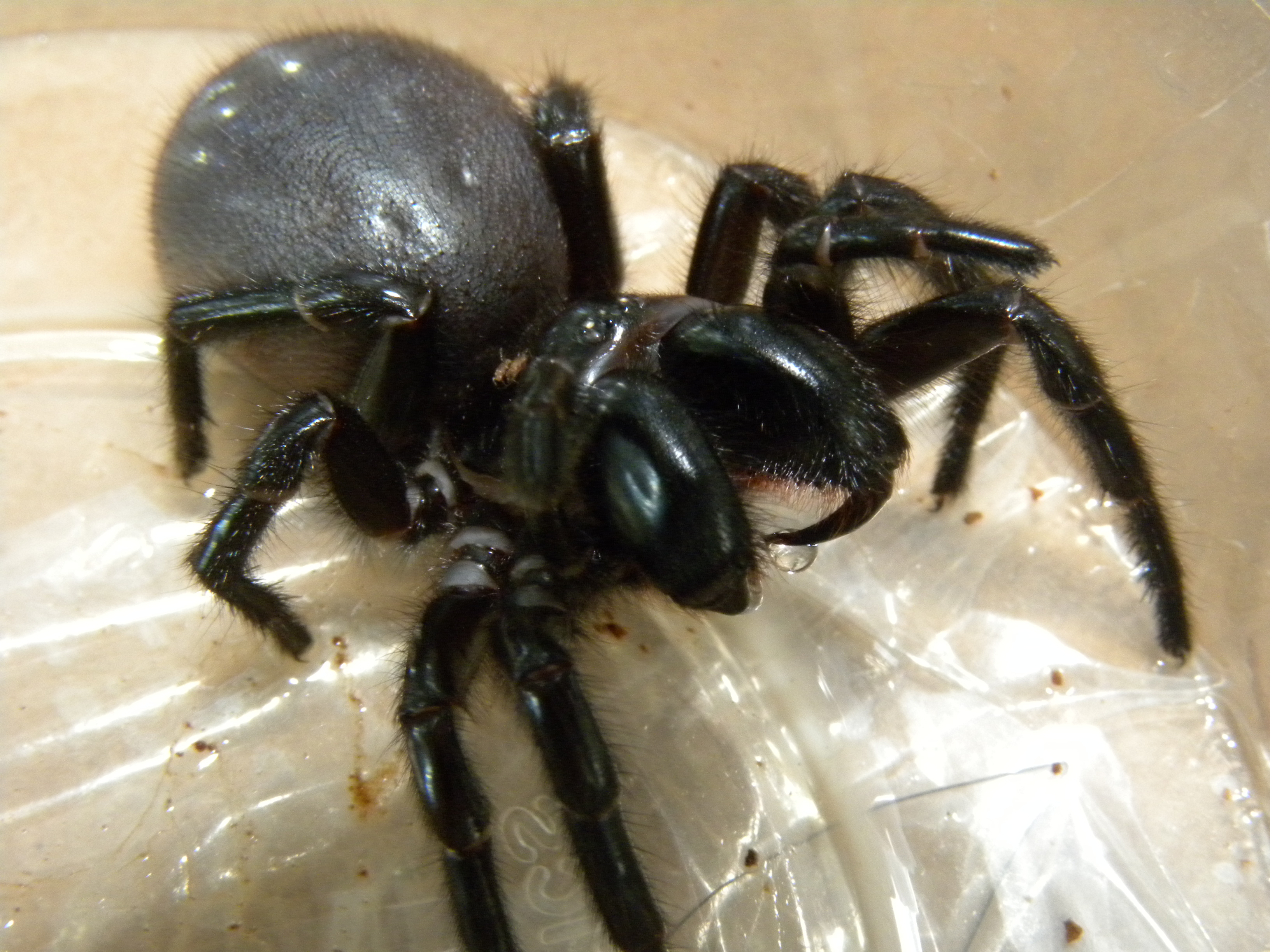
Drohgebärde eines Weibchens von Hadronyche cerberea mit erkennbar abgesonderten Gifttropfen an den Cheliceren

Zumindest einige Australische Trichternetzspinnen verfügen über ein auch beim Menschen äußerst wirkungsvolles Gift, obgleich nicht von allen Vertretern der Familie die von ihnen für den Menschen ausgehende Gefahr bekannt ist. Insbesondere die Sydney-Trichternetzspinne (Atrax robustus), deren Biss auch beim Menschen tödlich enden kann und die zusammen mit der nicht näher verwandten Brasilianischen Wanderspinne (Phoneutria nigriventer) zu den gefährlichsten Spinnen der Welt gerechnet wird, wird damit oft in Verbindung gebracht. Das Gift der Art Hadronyche formidabilis dürfte kaum weniger potent beim Menschen wirken als das der Sydney-Trichternetzspinne, auch wenn bei von dieser Art verursachten Bissunfällen bislang keine Todesfälle vermerkt wurden. Weitere Arten mit starken bis lebensbedrohliche Giften sind Hadronyche cerberea und Hadronyche versuta. Bisse, die tatsächlich oder auch vermutlich von Australischen Trichternetzspinnen ausgingen, sollten immer ernst genommen und entsprechend von Fachpersonen untersucht werden. Australische Trichternetzspinnen sind dank ihrer kräftigen Cheliceren dazu in der Lage, Fingernägel und weiches Schuhwerk zu durchbeißen.

#### Zusammentreffen zwischen Mensch und Spinne
Die mögliche von Australischen Trichternetzspinnen ausgehende Gefahr für den Menschen wird zusätzlich dadurch gesteigert, dass die Spinnen auch in menschlichen Siedlungsbereichen, darunter in Gärten und in Gebäuden, anzutreffen sind. Das Gleiche gilt für Pools, in denen sie aufgrund ihrer Fähigkeit, unter Wasser Sauerstoff zu speichern, länger überleben können. Insbesondere während der Paarungszeit, in der sich die Männchen auf die Suche nach Weibchen begeben, sind Bissunfälle wahrscheinlich. Die umherstreifenden Männchen gelangen bei ihrer Suche nach Geschlechtspartnern nicht selten in Häuser oder Garagen, insbesondere, wenn diese mit Betonplatten als Fundament ausgestattet sind, da bei diesen der Eingangsbereich unter den Türen auch für die Spinnen leicht zu erreichen ist und ihnen somit einen problemlosen Einlass gewährt.

#### Symptome
Der Biss von Australischen Trichternetzspinnen kann beim Menschen je nach Art zu schweren Erkrankungen, im Extremfall sogar zum Tod führen. Zu den unmittelbaren Symptomen gehören deutliche durch die Cheliceren entstandene Einstichwunden, lokale Schmerzen und Taubheitsgefühl an der Bissstelle. Die Schmerzen und das Taubheitsgefühl treten normalerweise innerhalb von 10 Minuten nach dem Biss auf. Weitere Symptome variieren je nach Fall, können aber folgende sein: Zucken der Gesichtsmuskeln und der Zunge, Taubheitsgefühl im Mund, Übelkeit, gefolgt von Erbrechen, Magenbeschwerden, Krämpfe, Schweißausbrüche, Schwellungen, übermäßiger Speichelfluss, Schaumbildung im Mund und Atemprobleme. Bleibt eine Zureichung des Gegengifts nach dem Biss aus, kann das Bissopfer ins Delir (akuten Verwirrtheitszustand) geraten, seine Augen reagieren nicht auf Licht und das Zucken kann sich auf den gesamten Körper auswirken.

#### Behandlung und Gegengift
Nach einem Biss einer Australischen Trichternetzspinne sollte sofort ein Arzt aufgesucht und/oder der Rettungsdienst verständigt werden. Panik und weitere Unruhen sollten möglichst unterbunden werden. Von dem Versuch, das von der Spinne verabreichte Gift aus dem Körper zu saugen, ist dringend abzusehen, da dies dazu führen kann, dass das Gift schneller in den Blutkreislauf gelangt. Es empfiehlt sich nach Möglichkeit, die Spinne einzufangen und bei Behandlung vorzuzeigen, damit diese eindeutig identifiziert werden und die richtige Behandlung erfolgen kann.
Auch sollten nach einem Biss Maßnahmen zur Ersten Hilfe ergriffen werden. Empfohlene Maßnahmen bei Bissen von Australischen Trichternetzspinnen ist der Druck bzw. die Immobilisierung auf die Bissstelle, wie es bei Schlangenbissen angewandt wird, was so schnell wie möglich erfolgen sollte. Diese Technik komprimiert Oberflächengewebe und reduziert die Muskelbewegung, wodurch der Lymphfluss und dadurch auch ein Ausbreiten des Gifts im Körper stark verlangsamt wird. Spinnenbisse ereignen sich auch im Falle von Australischen Trichternetzspinnen meist an Gliedmaßen. Nach einem Biss sollte so schnell wie möglich ein Druckverband angelegt werden. Er sollte dabei so fest wie bei der Behandlung eines verstauchten Knöchels mit gleicher Verbandsart angelegt sein, wobei an der Bisswunde begonnen werden und das gesamte Glied über der Wunde abgebunden sein soll. Es wird empfohlen, eine Orthese an der betroffenen Extremität zu fixieren, um eine Bewegung der Gliedmaßen zu verhindern.
Ein Gegengift wurde erstmals 1981 von Struan Sutherland und seinem Team von CSL Limited für den klinischen Einsatz entwickelt und war anfangs für Behandlungen von Bissen der Sydney-Trichternetzspinne (Atrax robusus) gedacht. Zeitgleich stellte Sutherland experimentell die Wirksamkeit der Kompressions- und Immobilisierungsmethode als Erste-Hilfe-Maßnahmen bei Bissen der Spinnen fest. Der Großteil des dafür verwendeten Giftes für diese Forschungen wurde durch ein Programm beim Australian Reptile Park bereitgestellt, bei dem mehrere Exemplare von Australischen Trichternetzspinnen durch das sog. „Spinnenmelken“ Gift entnommen wurde. Das von Sutherland entwickelte Gegengift zeigte auch bei anderen Arten der Familie und überdies bei den ebenfalls über beim Menschen wirkungsstarke Gifte verfügenden Arten der Gattung Missulena aus der mit den Australischen Trichternetzspinnen nah verwandten Familie der Actinopodidae Wirkung. Seit seiner Einführung sind keine Todesfälle aufgrund von Bissen dieser Spinnen mehr gemeldet worden. Die Anwendung des Gegengifts wird im Bedarfsfall in großen städtischen sowie in regionalen Krankenhäusern durchgeführt.

### Nutzen und Bedeutung für den Menschen
Australische Trichternetzspinnen erhalten durch ihre potenten Gifte eine hohe Bedeutung im Bereich der Wissenschaft. Aufgrund der von diesen Spinnen ausgehenden Gefahr ist ein Verfügen über ein Gegengift für die Behandlung unverzichtbar. Die einzige Möglichkeit, ein Gegengift herzustellen, besteht darin, die Gifte der Spinnen zu analysieren. Es ist theoretisch auch möglich, Australische Trichternetzspinnen als Heimtiere im Rahmen der Terraristik zu halten. Bei der Haltung dieser Spinnen gilt dennoch höchste Vorsicht.